# We Are Sthlm
We Are Sthlm är en gratis ungdomsfestival i Stockholm för ungdomar mellan 13 och 19 år. Festivalen gick åren 2001–2013 under namnet "Ung08", därefter som "We Are Sthlm" fram till 2022 då den integrerades som området UNG i Stockholms Kulturfestival och flyttade från Kungsträdgården. Precis som Kulturfestivalen så planeras och genomförs den av evenemangsavdelningen på Stockholms kulturförvaltning och ägde under många år rum i Kungsträdgården i centrala Stockholm. Från och med att ungdomsfestivalen integrerades i Kulturfestivalen så sker aktiviteter riktade mot ungdomar på Sergels torg och konserter bokade med en ung publik i åtanke på festivalens övriga scener. Festivalen är Europas största ungdomsfestival. 

## Historik
We Are Sthlm-festivalen grundades 2000 som ett projekt för stadens ungdomar. Projektet blev lyckat och övergick till permanent verksamhet inom Stockholms Kulturförvaltning 2003. I dag är We Are Sthlm Europas största ungdomsfestival med fler än 160 000 aktiva besök. 2013 bytte festivalen namn till We Are Sthlm.
2020 års festival blev inställd på grund av Coronavirusutbrottet 2019–2021. 

### Övergreppen
Enligt en organisatör vid Stockholms stad har sexualbrott alltid förekommit på festivalen men 2014 ändrade brotten karaktär då gäng omringade flickor för att ofreda dem. Under festivalerna 2014 och 2015 anmäldes 38 fall av sexuella ofredanden mot flickor till polisen, majoriteten av offren var under 15 år.
Antalet anmälda våldtäkter och sexuella ofredanden minskade 2018 med 90%.

## Artister som besökt Ung08 och We Are Sthlm
| - Adam Tensta - Agnes Carlsson - Albin Gromer - Alex Moreno - Alina Devecerski - Anastacia (US) - Andreas Tilliander - Blues - Brick & Lace - Craig David (UK) - Da Buzz - Danny Saucedo - Darin - Darren Hayes (AUS) - Elias and the Wizzkids | - Entombed - Familjen - Five (UK) - Fjärde Världen - Flo Rida (US) - Geri Halliwell (UK) - Gnucci Banana - Good Charlotte (US) - Hoffmaestro & Chraa - Icona Pop - Ison & Fille - Jasmine Kara - Jessica Folcker - Kat DeLuna (US) - Kim Cesarion | - Kings of Convenience (NO) - Kodie - Labyrint - The Latin Kings - Lazee - Lloyd Banks (US) - Ola Nordvik Myrstad (NO) - Mack Beats - Maskinen - Mims (US) - Mohombi - Moto Boy - Naïve New Beaters - Natasha Bedingfield (UK) - Newkid - Näääk & Nimo - Petter | - Panetoz - Promoe - Robyn - Savant (NO) - Sean Banan - Slag Från Hjärtat - Slagsmålsklubben - Snook - Sophie Ellis-Bextor (UK) - Stockholmssyndromet - Stress - Sveriges Radios symfoniorkester - The Rasmus (FI) - Those Dancing Days - Timbuktu - T-Pain (US) - Zara Larsson | - MNEK - LAS - Death Team - Hov1 - Peg Parnevik - Nääk & Nimo - Cherrie - Vigiland - Linda Pira - Madi Banja - Syster Sol - Kaliffa - Jessarae - Erik Lundin - Sanjin - Penthox - DJ Melika - Tim Henri - DJ Black Moose - A36 - BELL - Myra Granberg |

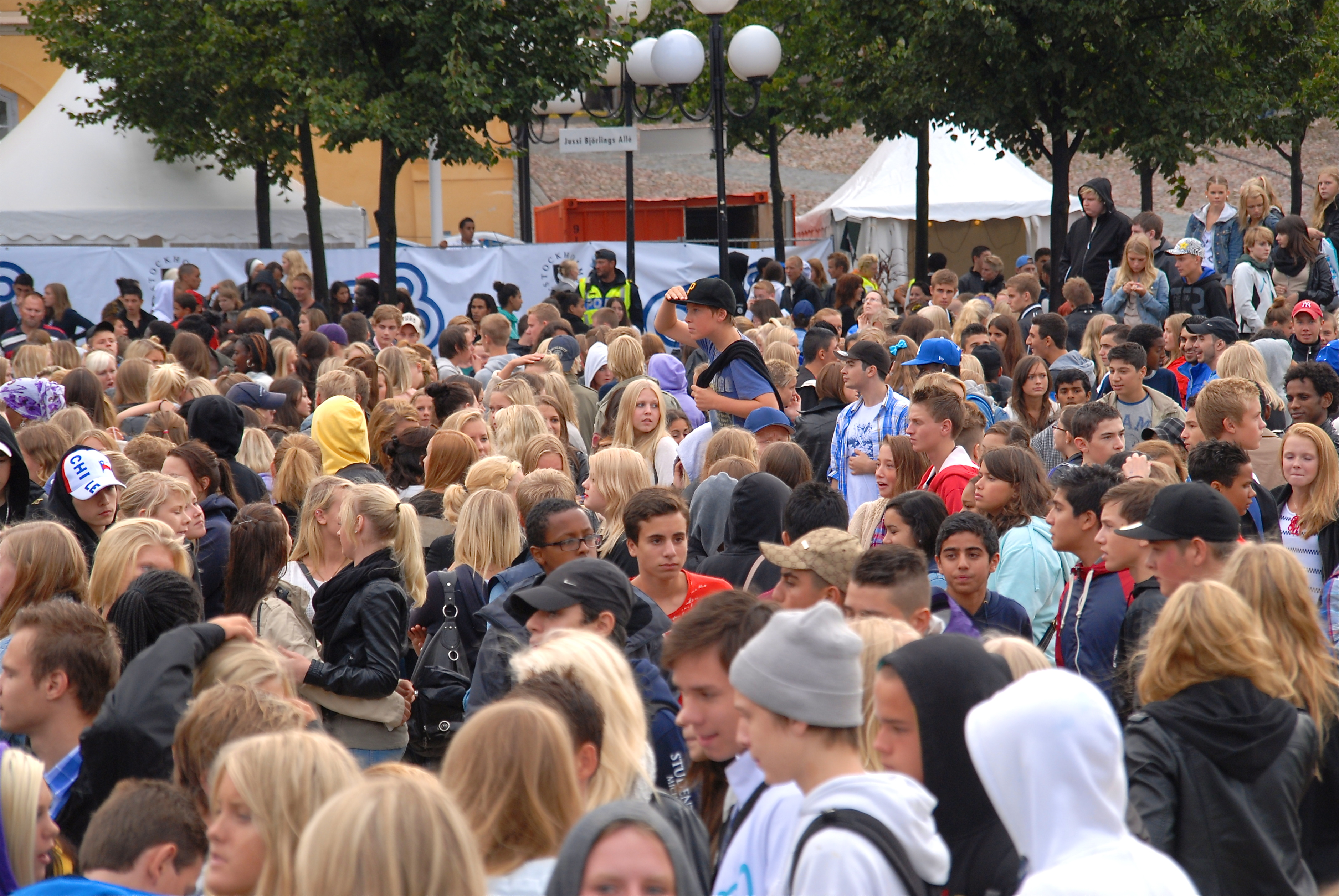
Ung08-festivalen 2011
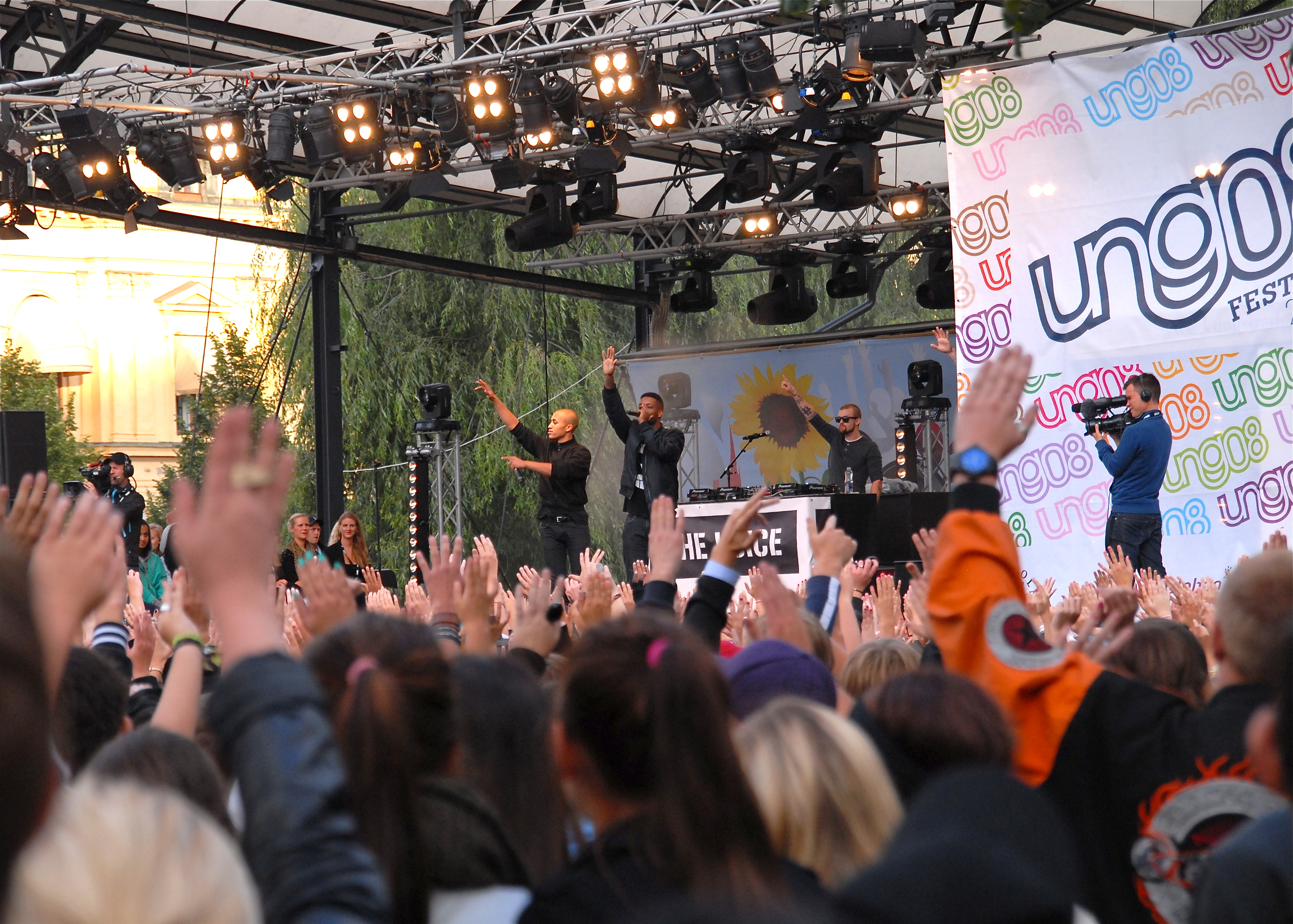
Ung08-festivalen 2011
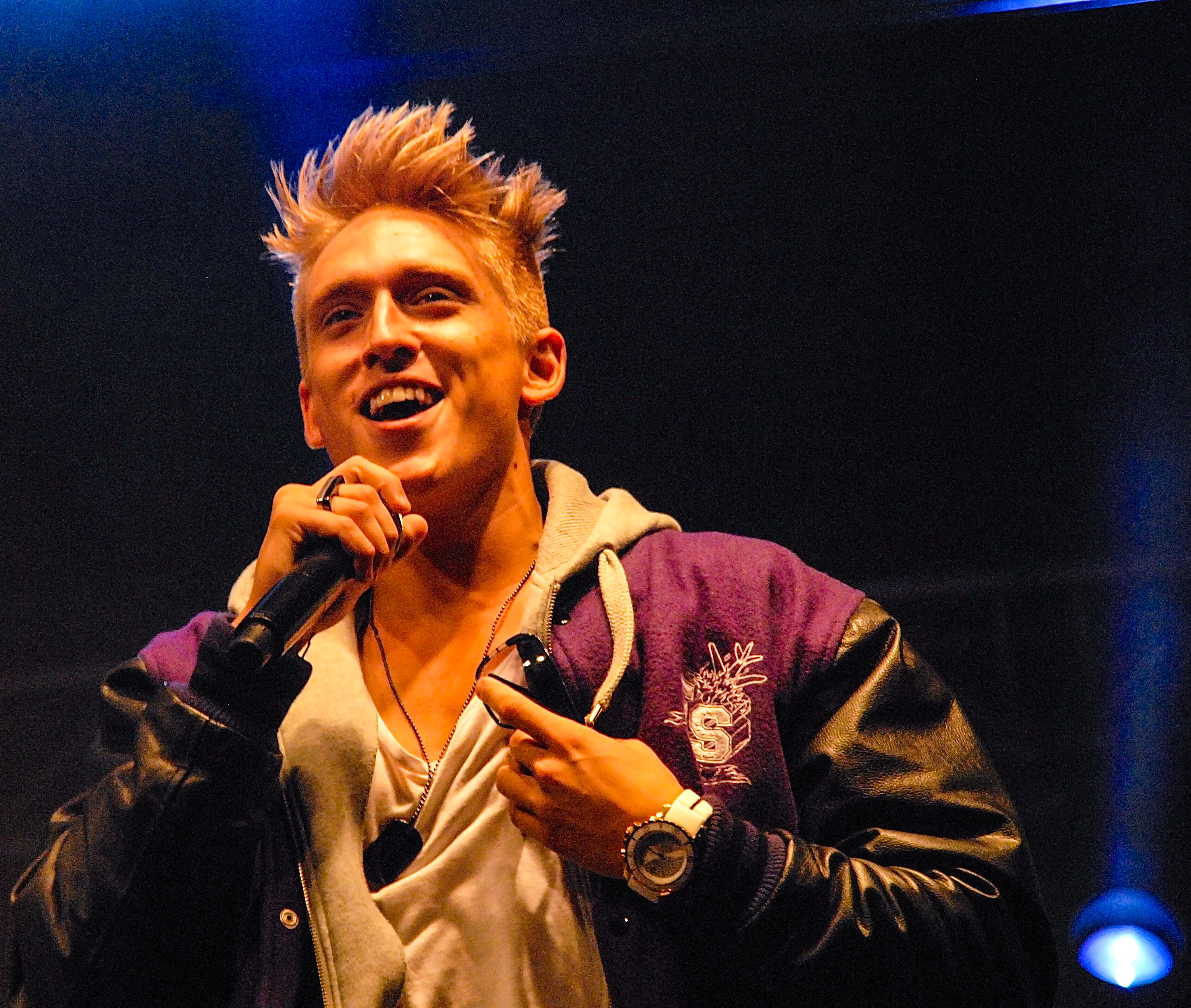
Danny Saucedo på Ung08-festivalen i Stockholm 20 augusti 2011.
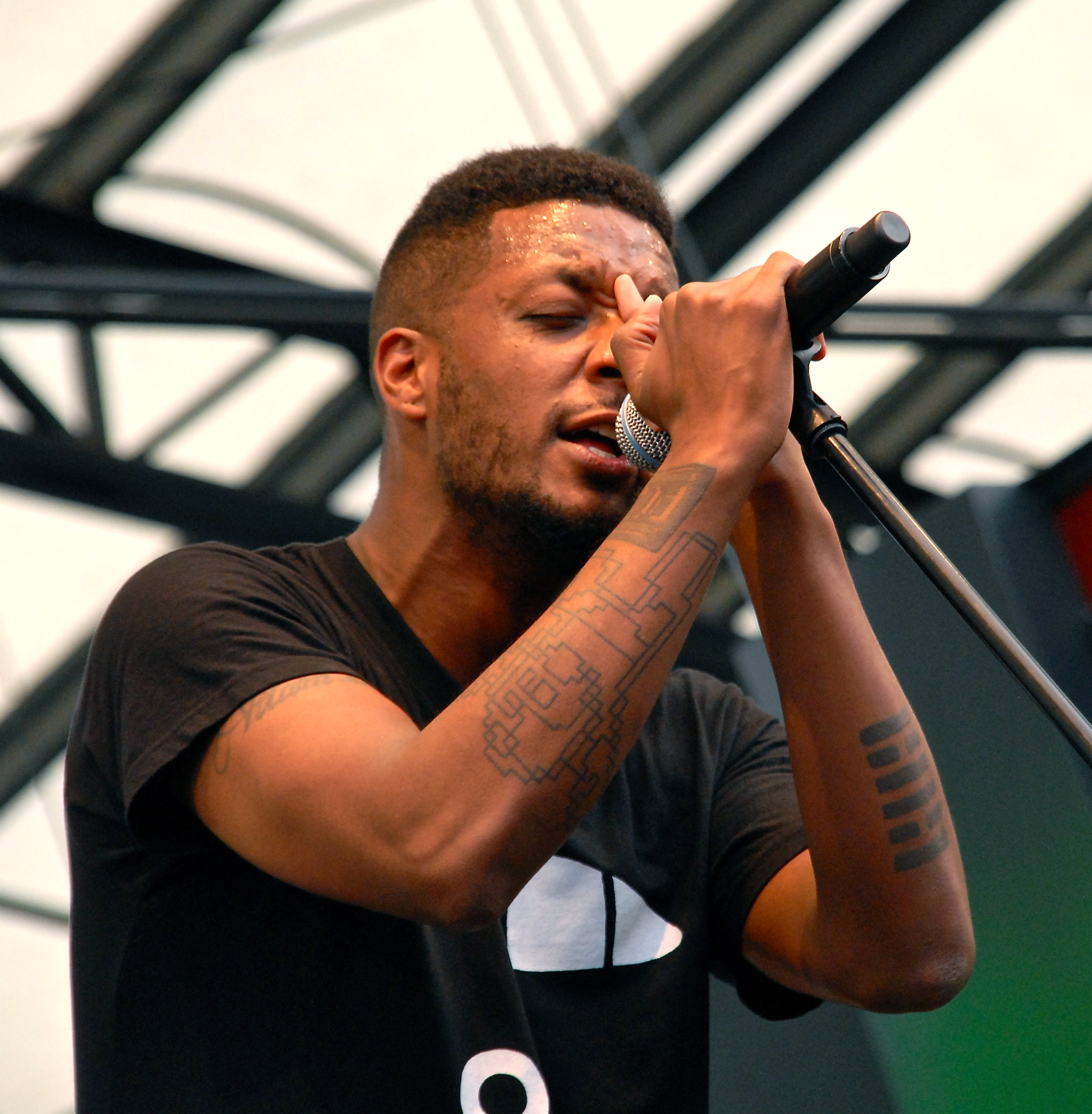
Adam Tensta på Ung08-Festivalen 2011
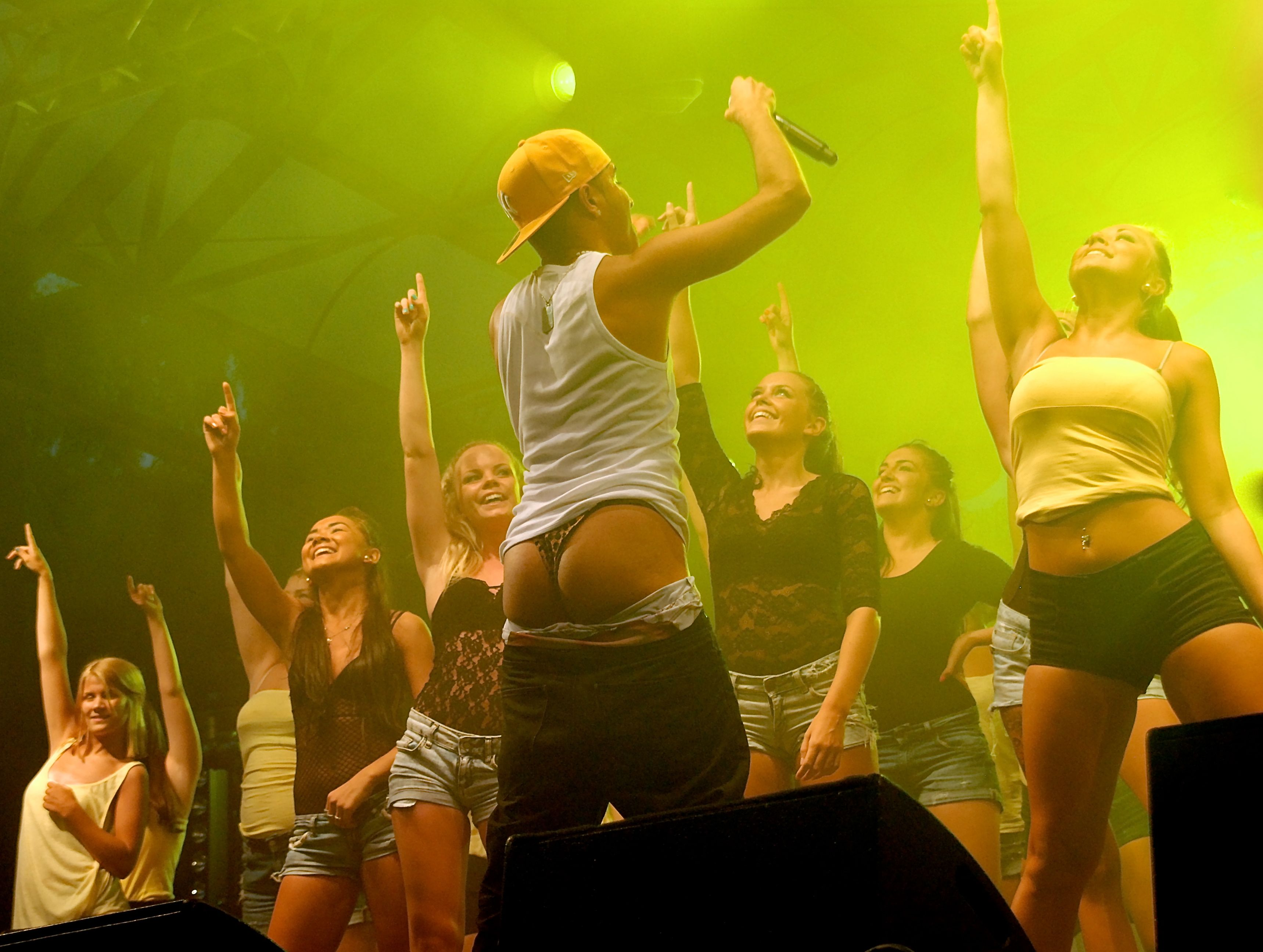
Sean Banan på Ung08-festivalen i Stockholm den 20 augusti 2011.